# هانس پترسون
ویلفرید هانس هنینگ پترسون (به آلمانی: Wilfried Hans Henning Petersson)(زاده ۲۴ سپتامبر ۱۹۰۲ در بنچن-درگذشته ۹ نوامبر ۱۹۸۴ در مونستر) ریاضیدان اهل آلمان بود.
پترسون پس از دبیرستان در دانشگاه هامبورگ ریاضیات و ستاره‌شناسی آموخت و در سال ۱۹۲۵ با سرپرستی اریش هکه دوره دکترا را با رساله ای به نام «درباره نمایش عددهای طبیعی با فرمهای مربعی معین و نامعین» به پایان رساند و در سال ۱۹۲۹ درجه شایستگی را به دست آورد. در سال ۱۹۳۶ به درجه استادی تمام در هامبورگ رسید و در سال ۱۹۳۹ کرسی استادی دانشگاه کارل فردیناند برون در پراگ و سپس در سال ۱۹۴۱ همین سمت را در استراسبورگ پذیرفت. در سال ۱۹۴۹ به دانشگاه مونستر رفت و تا زمان بازنشستگی در سال ۱۹۷۰ ریاست دانشکده ریاضی آن دانشگاه را به عهده داشت.
زمینه پژوهشی پترسون آنالیز مختلط، هندسه جبری و نظریه تحلیلی اعداد بود. در این زمینه او به ویژه به دلیل معرفی ضرب داخلی پترسون نامدار است که در نظریه فرمهای پیمانه ای نقشی مهم ایفا می‌کنند.